# Hopi Hari
Hopi Hari est un parc d'attractions brésilien situé à 72 km de São Paulo, tout près de la ville de Campinas.

## Histoire
Le parc, ouvert en 1999 a été créé par International Theme Park Services, Inc.
Ce parc est composé de cinq zones thématiques :
- Le « Wild West » : l'une des plus grandes zones
- La France et l'Europe « Kaminda Mundi » : avec comme attraction principale la Tour Eiffel
- Une zone thématisée sur les civilisations anciennes (l'Égypte Ancienne, la Civilisation Aztèque, la Civilisation Maya ...) nommée "Mistieri"
- Une zone destinée aux enfants nommée « Infantasia »
- Une zone "standard" sans thématique à l'extrême est du parc nommée « Aribabida »

## Les attractions

### Lesmontagnes russes
| Nom de l'attraction | Type                                       | Constructeur                          | Année d'ouverture | Photo |
| ------------------- | ------------------------------------------ | ------------------------------------- | ----------------- | ----- |
| Billi-Billi         | Montagnes russes en métal junior           | Zamperla                              | 1999              |       |
| Katapul             | Montagnes russes navette                   | Anton Schwarzkopf                     | 1999              |       |
| Montezum            | Montagnes russes en bois                   | Roller Coaster Corporation of America | 1999              |       |
| Vurang              | Montagnes russes tournoyantes en intérieur | Intamin                               | 1999              |       |

## Autres attractions

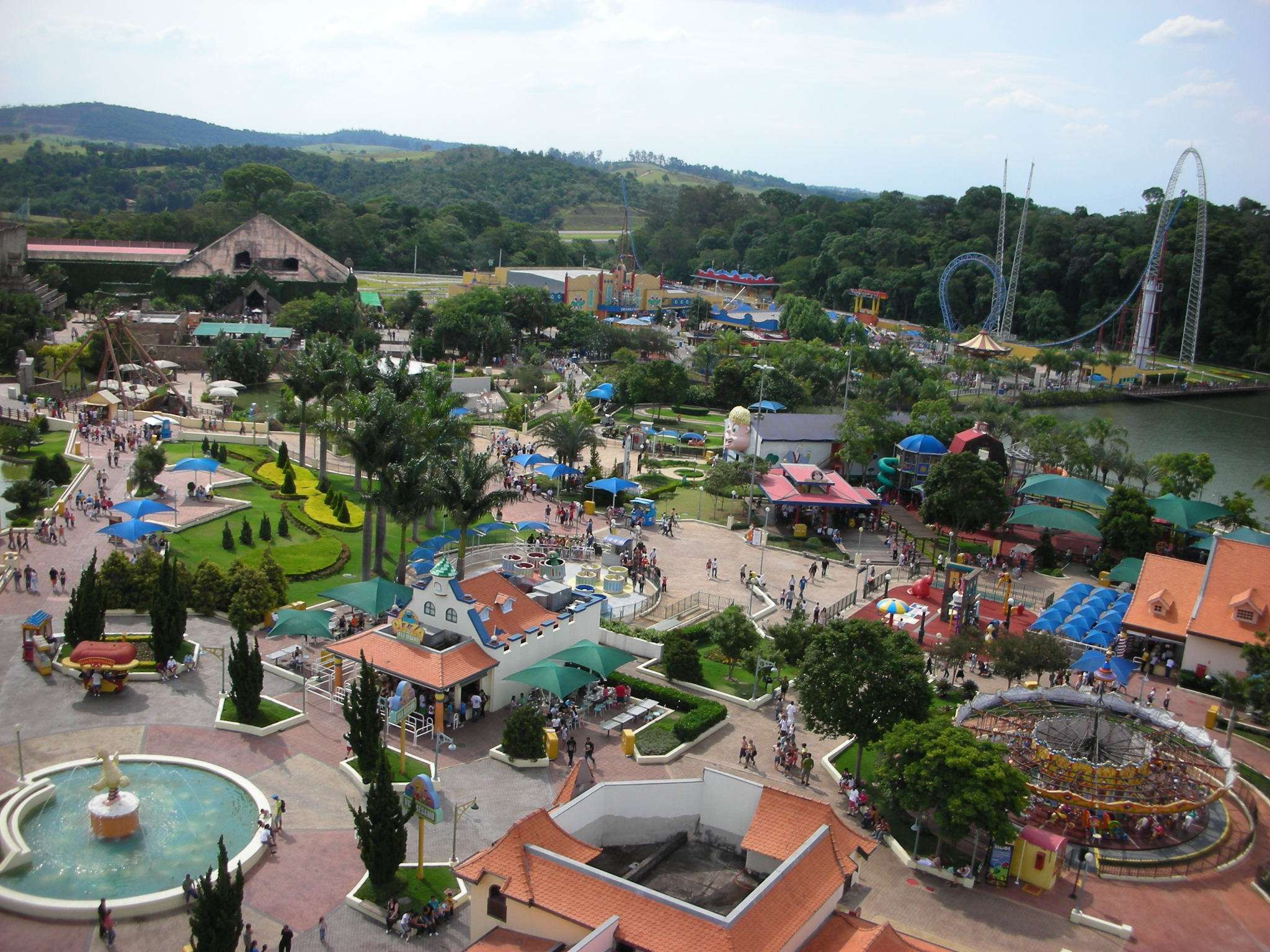
Hopi Hari vu depuis la grande roue

- Bugabalum - Balloon Race de Zamperla
- Chevrolet mundi - Simulateur de mouvements
- Cinétrion - Cinéma 3D
- Crazy Wagon - Rainbow
- Ekatomb - Top spin
- Giranda mundi - Grande roue
- Ghosti hotel - Parcours scénique
- Hadikali - Skycoaster
- Hula Hupi -
- Jambalaia -
- Kastel di lendas - Barque scénique
- Katakumb - Maison hantée
- Komboio - Convoi
- La Mina del Joe Sacramento - Simulateur de mouvements
- La Tour Eiffel - Tour de chute
- Namuskita -
- Parangolé - Chaises volantes de Zamperla
- Rio Bravo - Rivière rapide en bouées
- Simulákron - Simulateur de mouvements
- Spleshi - Bûches
- Tirolesa -
- Vambatê - Autos tamponneuses
- Vulaviking - Bateau à bascule

## Hopi Harian - Hopês
Le parc possède une particularité puisqu'il possède son propre langage. Le Hopi Harian, ou Hopês est une langue imaginaire basée sur le portugais mais avec des variations grammaticales et orthographique. Des panneaux dans tout le parc donnent les instructions en Hopi Harian et en portugais.
Le parc propose d'ailleurs à la vente un dictionnaire Portugais/Hopi Harian
There are several places in the park where one can buy a Portuguese-Hopi Harian dictionary (dicionário Hopês-Português des Éditions Michaelis).
Quelques exemples portugais/Hopi Harian :
- Tchau - Tchauí (Aurevoir)
- Obrigado - Danki (Merci)
- Oi - Oiê (Salut)
- Que horas são? - kuanto ki tikitaki? (Quel heure est-il ?)
- Volte Sempre - Vendinovu (Revenez nous voir)
- Fotografia - click click (Photographie)
- Estou com fome - mi ké hangá! (J'ai faim !)
- Bem-vindo - Bom bini (Bienvenue)
- eu fui - tivi la (Je suis allé)